# Liste der Mitglieder der American Academy of Arts and Sciences/1859
Im Jahr 1859 wählte die American Academy of Arts and Sciences 13 Personen zu ihren Mitgliedern.

## Neugewählte Mitglieder
- Samuel Greene Arnold (1821–1880)
- John Henry Clifford (1809–1876)
- Calvin Ellis (1826–1883)
- William Watson Goodwin (1831–1912)
- Edward Bissell Hunt (1822–1863)
- John Lindley (1799–1865)
- Joseph Liouville (1809–1882)
- William Edmond Logan (1798–1875)
- Theodore Lyman (1833–1897)
- Edward Samuel Ritchie (1814–1895)
- George Clinton Swallow (1817–1899)
- Gabriel Gustav Valentin (1810–1883)
- Emory Washburn (1800–1877)